# Zatoka Sewastopolska
Zatoka Sewastopolska (ukr. Севастопольська бухта, Sewastopolśka zatoka) – zatoka Morza Czarnego, położona u zachodnich wybrzeży Półwyspu Krymskiego. Rozciąga się od otwartego morza na zachodzie do skalnych klasztorów Inkermanu, na końcu stopniowo zwęża się i kończy ujściem rzeki Czornej. Ma 8 km długości i od 0,8 do 1,3 km szerokości. Linia brzegowa zatoki ma ponad 25 km długości. U wybrzeży zatoki położone są miasta Sewastopol oraz Inkerman. Zatoka dzieli miasto Sewastopol na część północną i południową. Strome brzegi zatoki obfitują w przylądki, które oddzielają mniejsze zatoczki na południowym brzegu zatoki. Razem tworzą one port w Sewastopolu, o którym admirał Michaił Łazariew mówił: „Co to za port, cudowny Sewastopol. Wydaje się, że błogosławiona natura wylała na niego wszystkie swoje skarby i obdarzyła wszystkim, co potrzebne, by być najlepszym portem na świecie”. Na brzegach zatoki znajdują się obszary mieszkalne i przedsiębiorstwa przemysłowe, dlatego o każdej porze roku panuje w niej intensywny ruch. Zatoka jest jedną z najlepszych na świecie pod względem wygody w cumowaniu statków i ochrony przed burzami. W starożytności nad brzegami zatoki było położone miasto Chersonez Taurydzki, a w średniowieczu twierdza Kałamita.